# 柳生の兄弟
『柳生の兄弟』（やぎゅうのきょうだい）は、1952年8月28日に公開された日本映画。製作は松竹京都撮影所。モノクロ、スタンダード。
　

## スタッフ
以下のスタッフ名はKINENOTEに従った。
- 製作：市川哲夫
- 原作：吉川英治
- 脚本：柳川真一
- 音楽：鈴木静一
- 撮影：石本秀雄
- 美術：川村鬼世志
- 監督：内出好吉

## キャスト
以下の役名と出演者名はKINENOTEに従った。
- 柳生但馬守：薄田研二
- 柳生又十郎：北上弥太郎
- 柳生十兵衛：水島道太郎
- 由利：草間百合子
- お駒：喜多川千鶴
- お兼：鮎川十糸子
- 織部大機：戸上城太郎
- 蒲生民部：海江田譲二
- 水谷兵衛：永田光男
- 笹尾喜内：富本民平
- 兵衛の妻千賀：宮城千賀子
- 松平伊豆守：高田浩吉